# Fritz Stuckenberg
Fritz Stuckenberg (* 16. August 1881 in München; † 18. Mai 1944 in Füssen) war ein expressionistischer Maler.

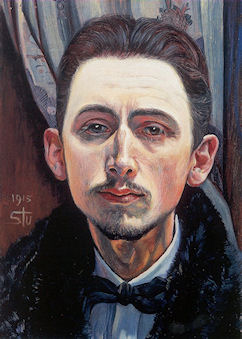
Fritz Stuckenberg, Selbstbildnis (1915)

## Leben und Werk
Friedrich Bernhard Stuckenberg wurde am 16. August 1881 in München geboren, kam bereits als Zwölfjähriger nach Delmenhorst, wo der Vater die kaufmännische Direktion der Hansa-Linoleumwerke übernahm. Sein Onkel war der Maler Bernhard Wiegandt. Nach einem abgebrochenen Architekturstudium und nach Akademiejahren in Weimar und München siedelte er 1907 nach Paris über, dessen führende Rolle als Kulturhauptstadt des 19. und frühen 20. Jahrhunderts Künstler aller Nationen anzog. Auch Fritz Stuckenberg fand in Paris künstlerische Inspiration und „das Neue“, die Befreiung zu Licht und Farbe. Er gehörte zum Kreis des „Café du Dôme“ und stellte in den großen Pariser „Salons“ und Galerien aus. In der Presse fand er mehrfach anerkennende Erwähnung.
Ab 1912 in Berlin, wurde er 1916 von Herwarth Walden entdeckt und in den Sturm-Kreis integriert, wo er engere Kontakte vor allem zu Georg Muche, Arnold Topp, Walter Mehring und Mynona pflegte. Von der Entwicklung enttäuscht, löste er 1919 den Vertrag mit Walden und schloss sich dem Arbeitsrat für Kunst um Walter Gropius und Bruno Taut an, später der Novembergruppe. Zahlreiche „Sturm“-Ausstellungen sowie die Teilnahme an der „Ersten Internationalen Dada-Messe“, die Aufnahme in die Dritte Bauhausmappe und viele weitere Ausstellungen in bedeutenden Galerien belegen seinen Rang in der damaligen künstlerischen Szene. In wichtigen deutschen und amerikanischen Sammlungen vertreten, wurde sein Werk in Deutschland, in den USA und Moskau als das eines der bahnbrechenden Vertreter der europäischen Avantgarde gezeigt.
Durch schwere Krankheit und ökonomische Not gezwungen, kehrte Fritz Stuckenberg 1921 nach Delmenhorst zurück. Hier, im „finsteren Delmenhorst“ (Brief an den flämischen Dadaisten Paul van Ostaijen) unter zunehmend politisch und persönlich drückenderen Bedingungen entwickelte er das konstruktive und spirituelle Spätwerk. 1927 stellte er zusammen mit der Künstlergruppe Der Fels in der Städtischen Gemäldegalerie Bochum aus.
1937 wurden in der Nazi-Aktion „Entartete Kunst“ Werke Stuckenbergs aus dem Schlesischen Museum der Bildenden Künste Breslau, der Städtischen Kunstsammlung Chemnitz, dem Museum für Kunst und Heimatgeschichte Erfurt, dem Jenaer Kunstverein, dem Landesmuseums Oldenburg, dem Schlossmuseums Weimar und dem Nassauische Landesmuseums Wiesbaden beschlagnahmt.
1941 siedelte Stuckenberg nach Füssen über. Fünfzig Jahre lang fast vergessen, wurde Stuckenberg 1993 mit einer Retrospektive in Delmenhorst, Berlin und Neuss als Teil der künstlerischen Avantgarde der Moderne wiederentdeckt. Sein Werk wird vor allem in der Städtischen Galerie Delmenhorst gesammelt und gepflegt, zwei seiner Gemälde (ein Marienbildnis und Christus, über den See wandelnd), die 1908 entstanden waren, hängen seit 1997 wieder in der Delmenhorster Stadtkirche, wo sie bis 1947 Teil des Altars gewesen waren. Eine Dauerausstellung der „Meisterwerke der Sammlung Stuckenberg“ ist am 31. Oktober 2008 in Delmenhorst eröffnet worden.

## Werke

### Nachweislich 1937 als „entartet“ beschlagnahmte Werke Stuckenbergs
- Farbkomposition (Aquarell; zerstört)

- Wildnis (Aquarell, 1919; zerstört)

- Chaos (Tafelbild, Öl, 1924; zerstört)[4]

- Mauerwerk (Tafelbild, Öl; 1927)

- Straße mit Häusern (Blatt 12 der beschlagnahmten 3. Mappe „Neue europäische Graphik. Deutsche Künstler“, Bauhaus Drucke, Weimar 1921; die Mappe wurde 1937 in der Nazi-Propaganda-Ausstellung „Entartete Kunst“ gezeigt.)[5]

### Weitere Werke (Auswahl)
- Selbstporträt (Öl auf Leinwand auf Holz, 34 × 28 cm; Museum Kunst der Verlorenen Generation, Salzburg)[6]